# تری‌فلورواستیک انیدرید
تری‌فلورواستیک انیدرید (به انگلیسی: Trifluoroacetic anhydride) یک ترکیب شیمیایی با شناسه پاب‌کم ۹۸۴۵ است. 